# Lijst van zapovedniks in Oekraïne
Deze pagina bevat een lijst van zapovedniks in Oekraïne. Oekraïne telt anno 2016 zestien zapovedniks; strikte natuurreservaten met IUCN-categorie Ia. Hiervan hebben vier gebieden de status van biosfeerreservaat toegekend gekregen en vallen daarmee onder het Mens- en Biosfeerprogramma (MAB) van UNESCO. Bovendien vallen vijf deelgebieden van het Karpatisch Biosfeerreservaat onder de UNESCO-Werelderfgoedinschrijving «Oude en voorhistorische beukenbossen van de Karpaten en andere regio's van Europa»
| Naam                                           | Jaar van oprichting | Oppervlakte in km² | Oblast               | Afbeelding | Opmerkingen |
| ---------------------------------------------- | ------------------- | ------------------ | -------------------- | ---------- | --- |
| Askania-Nova Асканія-Нова ім. Ф.Е. Фальц-Фейна | 1919                | 333,076            | Cherson              |            | Biosfeerreservaat sinds 1983. |
| Dniprovsko-Orilsky Дніпровсько-Орільський      | 2010                | 37,66              | Dnjepropetrovsk      |            | |
| Doenajsky Дунайський                           | 1998                | 502,529            | Odessa               |            | Biosfeerreservaat sinds 1998. |
| Drevljansky Древлянський                       | 2009                | 308,73             | Zjytomyr             |            | |
| Gorgani Ґорґани                                | 1996                | 53,442             | Ivano-Frankivsk      |            | |
| Jelanetskysteppe Єланецький степ               | 1996                | 16,757             | Mykolajiv            |            | |
| Kanivsky Канівський                            | 1923                | 20,27              | Tsjerkasy            |            | |
| Karpaten Карпатський                           | 1968                | 536,3              | Transkarpatië        |            | De deelgebieden Oeholka-Sjyroky, Koeziejsky, Marmarosj, Tsjornahora & Svydovets maken sinds 2007 deel uit van het UNESCO-Werelderfgoed Oude en voorhistorische beukenbossen van de Karpaten en andere regio's van Europa. |
| Loehansky Луганський                           | 1968                | 54,02              | Loehansk             |            | |
| Medobory Медобори                              | 1990                | 105,21             | Ternopil             |            | |
| Mychajlivska Tsilyna Михайлівська цілина       | 2009                | 8,829              | Soemy                |            | |
| Oekraïense Steppe Український степовий         | 1961                | 31,332             | Donetsk              |            | |
| Rivnensky Рівненський                          | 2003                | 422,887            | Rivne                |            | |
| Roztotsja Розточчя                             | 1984                | 20,845             | Lviv                 |            | |
| Tsjeremsky Черемський                          | 2001                | 29,757             | Wolynië              |            | |
| Tsjernobyl Чорнобильський                      | 2016                | 2.269,65           | Kiev                 |            | Biosfeerreservaat sinds 2016. Gelegen in de nucleaire exclusiezone die werd ingesteld na de kernramp van Tsjernobyl van 26 april 1986 en is hierdoor niet vrij toegankelijk.                                              |
| Zwarte Zee Чорноморський                       | 1983                | 920,48             | Cherson en Mykolajiv |            | Biosfeerreservaat sinds 1985. |